# Pierre Bismuth

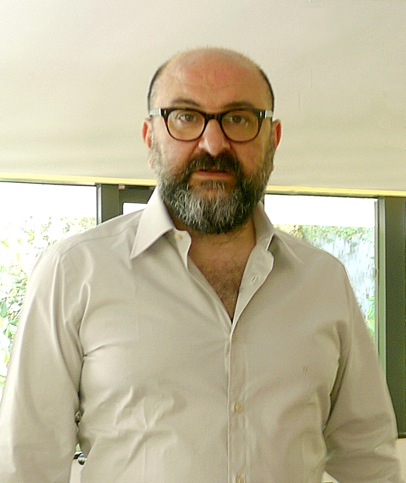
Pierre Bismuth

Pierre Bismuth (* 1963 in Neuilly-sur-Seine) ist ein französischer Kameramann, Maler und Drehbuchautor, der zusammen mit Michel Gondry und Charlie Kaufman für das Drehbuch zum romantischen Drama Vergiss mein nicht! (2004) mit mehreren Preisen ausgezeichnet wurde.

## Biografie
Bismuth, ein in London lebender Künstler und Kameramann, studierte an der École nationale supérieure des arts décoratifs de Paris (ENSAD). Als Maler schuf er Bilderserien unter Titeln wie From Red to Nothing and From Green to Something Else, Something less, Something More (2002 bis 2006) und Replaced by the Same (2003). Einige seiner Gemälde sind im Musée d’Art Moderne Grand-Duc Jean in Luxemburg ausgestellt.
Darüber hinaus schrieb er zusammen mit Michel Gondry und Charlie Kaufman das Drehbuch zu Vergiss mein nicht! und wurde dafür mit dem Oscar für das beste Originaldrehbuch bei der Oscarverleihung 2005 ausgezeichnet. Darüber hinaus erhielten die Drei den Bram Stoker Award für das beste Drehbuch, den Online Film Critics Society Awards für das beste Originaldrehbuch sowie den Preis der Writers Guild of America (WGA Award) für das beste Originaldrehbuch.
2014 gestaltete er mit dem Architekten Nicolas Firket die einer Bautafel ähnelnde Skulptur Neues Vindobona für die Kunsthalle Wien.